# Apold
Apold é uma comuna romena localizada no distrito de Mureș, na região histórica da Transilvânia. A comuna possui uma área de  km² e sua população era de 3086 habitantes segundo o censo de 2007.